# Robby Gordon
Robert W. "Robby" Gordon, född den 2 januari 1969 i Los Angeles, Kalifornien, USA, är en amerikansk racerförare.

## Racingkarriär
Gordon tävlade med framgång i IndyCar i början av 1990-talet, där han tog två segrar. Han var nära att vinna Indy 500 1999, men han fick slut på bränsle på slutet av loppet, och Kenny Bräck vann istället. Efter 2000 tävlade Gordon i Nascar, där han vann sin första seger i Nascar Winston Cup 2001. Han vann sedan två race på roadcourses 2003. Efter det var hans framgångar begränsade, då han förutom sin seger på New Hampshire Motor Speedway 2001 aldrig klarat att vinna på en oval. Han drev sedan sitt eget team, Robby Gordon Motorsports, med sig själv som förare. Han har även kört Dakarrallyt vid flera tillfällen.